# Episodi di Medical Center (terza stagione)
La terza stagione della serie televisiva Medical Center è stata trasmessa in anteprima negli Stati Uniti d'America dalla CBS tra il 15 settembre 1971 e l'8 marzo 1972.
| nº | Titolo originale  | Titolo italiano | Prima TV USA      | Prima TV Italia |
| -- | ----------------- | --------------- | ----------------- | --------------- |
| 1  | Blood Line        |                 | 15 settembre 1971 |                 |
| 2  | The Corrupted     |                 | 22 settembre 1971 |                 |
| 3  | The Imposter      |                 | 29 settembre 1971 |                 |
| 4  | Double Jeopardy   |                 | 6 ottobre 1971    |                 |
| 5  | Idolmaker         |                 | 13 ottobre 1971   |                 |
| 6  | Circle of Power   |                 | 20 ottobre 1971   |                 |
| 7  | The Shattered Man |                 | 27 ottobre 1971   |                 |
| 8  | The Albatross     |                 | 3 novembre 1971   |                 |
| 9  | Martyr            |                 | 10 novembre 1971  |                 |
| 10 | Suspected         |                 | 17 novembre 1971  |                 |
| 11 | The Loser         |                 | 24 novembre 1971  |                 |
| 12 | The Pawn          |                 | 1º dicembre 1971  |                 |
| 13 | Conspiracy        |                 | 8 dicembre 1971   |                 |
| 14 | The Nowhere Child |                 | 15 dicembre 1971  |                 |
| 15 | Shock! (Part 1)   |                 | 29 dicembre 1971  |                 |
| 16 | Shock! (Part 2)   |                 | 5 gennaio 1972    |                 |
| 17 | Fatal Decision    |                 | 19 gennaio 1972   |                 |
| 18 | Terror            |                 | 26 gennaio 1972   |                 |
| 19 | Secret            |                 | 2 febbraio 1972   |                 |
| 20 | The Choice        |                 | 9 febbraio 1972   |                 |
| 21 | Deadlock          |                 | 16 febbraio 1972  |                 |
| 22 | Awakening         |                 | 23 febbraio 1972  |                 |
| 23 | Confession        |                 | 1º marzo 1972     |                 |
| 24 | Conflict          |                 | 8 marzo 1972      |                 |